# Seeco Records
Secco Records est un label discographique américain, anciennement basé à New York, actif entre 1943 et 1969. Il est fondé par Sidney Siegel, bijoutier et grand amateur de danses latines. Il était détenu par le label Secco Records Inc. qui est dissous en 1969. Une partie du catalogue de Secco Records Inc. est ensuite détenue par Vivendi.

## Histoire
Initialement conçu comme un label de musique strictement latine, Seeco publie à la fin des années 1950 un catalogue éclectique d'albums de jazz, de music-hall et de cabaret. The Polyphonics, un trio de virtuoses de l'harmonica, a enregistré pour Seeco. La série des célébrités de Seeco est lancée, avec entre autres le comédien Alan King et la star de Broadway Chita Rivera. Le département A&R de Seeco est dirigé par des arrangeurs et producteurs de jazz tels que Joe Cain, Mort Hillman et Jerry Shifrin. La plupart des clients étaient portoricains, car la maison fournissait la musique argentine et mexicaine la plus sélectionnée, ainsi que les succès du moment en termes de rumbas, boléros, tangos, etc.
Au cours de la première décennie, les années 1940, l'essor des labels est un facteur clé pour les radiodiffuseurs qui y stockaient leurs morceaux et donne lieu à une lutte perpétuelle pour les droits d'édition. Sidney Siegel est conscient que le mode de fonctionnement des maisons de disques est voué à l'échec s'il continue à utiliser le même mécanisme, si peu judicieux pour la musique locale. Cependant, dans son métier, il était très demandé dans le genre musical qu'il publiait. Malgré la vision de Siegel, plusieurs artistes étaient au chômage et, observant le grand potentiel des chanteurs populaires, il décide de redresser l'entreprise. Voyant la demande d'enregistrements de RCA Victor, Columbia Records et Decca Records, il sait qu'il ne peut pas compter sur leur soutien et décide d'ouvrir sa société au Canada. Seeco Records démarre ses activités en 1944, avec pour premiers artistes Pupi Campo et le chef d'orchestre Noro Morales, et donne ensuite de l'espace à la musique cubaine, portoricaine, mexicaine, argentine, espagnole et dominicaine.
En raison de la forte demande, il crée des labels affiliés à sa société, tels que Tropical Records et Bronjo Records. Au cours des années 1940 et 1950, en raison de sa notoriété et du catalogue d'artistes qu'il possède, il ouvre des maisons d'enregistrement dans différentes parties du monde et conclut des partenariats avec des maisons de disques existantes. En 1953, il sort son premier vinyle 12 pouces, tandis que des disques de 10 pouces en 33 et 78 tours continuent d'être pressés jusqu'au milieu des années 1960.
Bien que sa renommée et son prestige se soient maintenus au niveau national et international pendant plus de deux décennies, Seeco Records a commencé à décliner dans les années 1960, en raison de l'exode de plusieurs de ses artistes clés, tels que Celia Cruz et Vicentico Valdes en 1965 et plus tard l'orchestre Sonora Matancera, vers d'autres labels, et de l'impulsion donnée à la musique latino-américaine à New York et dans d'autres parties des États-Unis par Tico Records et RCA Victor, entre autres labels. À la fin des années 1960, Sidney Siegel vend sa société et décède peu après d'une crise cardiaque. Quelques années plus tard, le catalogue de la société est vendu à West Side Latino Records et, après la fermeture de cette dernière, ses catalogues, qui comprenaient le défunt label United Artist Latino Records et Seeco, sont acquis en décembre 2008 par le label américain Código Music, qui les commercialise toujours en 2018.

## Sous-labels
La marque Secco Records était détenue par la compagnie Secco Records Inc. La compagnie détenait aussi les labels et marques Bronjo Records, Dawn Records, Seeco Tropical, Tropical, Met Richmond Records, et Exito.